# Тюнгюлю
Тюнгюлю́ (якут. Төҥүлү) — село в Мегино-Кангаласском улусе Республики Саха (Якутия), административный центр муниципального образования «Тюнгюлюнский наслег».

## История и описание
Расположено на севере улуса, в одноимённом аласе, на берегу одноимённого озера, в 55 км к северо-востоку от улусного центра пос. Нижний Бестях. Основано в 1930 г. Население — 2306 чел. (2010 г.).
В селе — центральная усадьба акционерного общества имени Максима Горького. Основные производства: молочное скотоводство, мясное табунное коневодство, земледелие (овоще- и картофелеводство). Имеются Дом культуры, профтехучилище, средняя общеобразовательная и музыкальная школы, учреждения здравоохранения и торговли.
Через село на 56-м километре от Нижнего Бестяха проходит федеральная трасса «Колыма».

## Население
| 2002  | 2010  | 2012  | 2013  | 2014  | 2015  | 2016  |
| ----- | ----- | ----- | ----- | ----- | ----- | ----- |
| 2280  | ↗2308 | ↘2297 | ↘2262 | ↘2219 | ↘2206 | ↘2189 |
| 2017  | 2018  | 2019  | 2020  | 2021  |       |       |
| ↗2195 | ↘2173 | ↘2157 | ↗2165 | ↘2163 |       |       |

## Люди связанные с селом
- Десяткин, Тарас Гаврилович (1928—2018) — начальник объединения «Якутзолото», Герой Социалистического Труда (1976).